# Gmina Karup
Gmina Karup (duń. Karup Kommune) – w latach 1970–2006 (włącznie) jedna z gmin w Danii w ówczesnym okręgu Vibirg Amt. 
Siedzibą władz gminy była miejscowość Karup. 
Gmina Karup została utworzona 1 kwietnia 1970 na mocy reformy podziału administracyjnego Danii. Po kolejnej reformie w 2007 r. weszła w skład nowej gminy Viborg.

## Dane liczbowe
- Liczba ludności: (♀ 3393 + ♂ 3316) = 6709
  - wiek 0-6: 8,0%
  - wiek 7-16: 14,4%
  - wiek 17-66: 64,1%
  - wiek 67+: 13,5%
- zagęszczenie ludności: 41,4 osób/km²
- bezrobocie: 4,4% osób w wieku 17-66 lat
- cudzoziemcy z UE, Skandynawii i USA: 101 na 10 000 osób
- cudzoziemcy z krajów Trzeciego Świata: 131 na 10 000 osób
- liczba szkół podstawowych: 3 (liczba klas: 52)